# Thomatal
Thomatal – gmina w Austrii, w kraju związkowym Salzburg, w powiecie Tamsweg. Liczy 336 mieszkańców (1 stycznia 2015).